# جرمانيوم
الجرمانيوم عنصرٌ كيميائي رمزه Ge وعدده الذرّي 32، ويقع في المرتبة الثالثة ضمن عناصر المجموعة الرابعة عشرة في الجدول الدوري، والمعروفة باسم «مجموعة الكربون». يُصنّف الجرمانيوم كيميائياً ضمن أشباه الفلزّات. يوجد الجرمانيوم في الظروف القياسية من الضغط ودرجة الحرارة على هيئة عنصرٍ صلبٍ هشٍّ ذي لونٍ لامعٍ بين الأبيض والرمادي، وهو يشبه السيليكون في منظره وخواصّه. ولا يوجد عنصر الجرمانيوم بشكله الحرّ في الطبيعة، ولكنه غالباً ما يوجد مرتبطاً مع الأكسجين في مركّبات مختلفة. ومن النادر العثور على تراكيز مرتفعة من خامات الجرمانيوم؛ فهو يقع حوالي المرتبة الخمسين بالنسبة للوفرة الطبيعية للعناصر الكيميائية في القشرة الأرضية.
اكتُشِفَ هذا العنصر في أواخر القرن التاسع عشر، وكان ضمن العناصر التي توقّعها ديميتري مندلييف، وأطلق عليه اصطلاحاً اسم «إيكاسيليكون»؛ إلى أن تمكّن الكيميائي كليمنس فنكلر من اكتشاف هذا العنصر، والذي أسماه بالجِرْمانيوم نسبةً إلى موطنه ألمانيا. يُستخرَج الجرمانيوم أثناء معالجة خام السفاليريت، الخام الرئيس للزنك؛ بالإضافة إلى استحصاله من خامات الفضّة والرصاص والنحاس. يُستخدَم الجرمانيوم بشكلٍ واسعٍ في صناعة أشباه الموصلات، وخاصّةً في صناعة الترانزستورات والمكوّنات الإلكترونية المختلفة. كما يُستخدَم حالياً في صناعة الألياف البصرية والخلايا الشمسية والثنائِيَات الباعثة للضوء. من جهةٍ أخرى، لا يوجد دورٌ حيويٌّ معروفٌ للجرمانيوم بالنسبة للإنسان.

## التاريخ وأصل التسمية

صورة من جدول مندلييف الدوري تعود إلى سنة 1869، وفيه يبدو المكان المتوقّع للعنصر الذي أسماه.

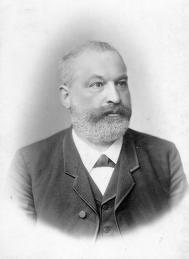
كليمنس فنكلر مكتشف عنصر الجرمانيوم

كان هذا العنصر ضمن العناصر التي توقّعها ديميتري مندلييف  في سنة 1869، وأطلق حينها عليه التسمية المؤقّتة «»إيكاسيليكون  نظراً لموقعه في الجدول الدوري في مجموعة الكربون تحت عنصر السيليكون وفوق عنصر القصدير. كما خمّن أن تكون الكتلة الذرّية النسبية لهذا العنصر بمقدار 70، وهي قريبة بالفعل من القيمة التجريبيّة (72).

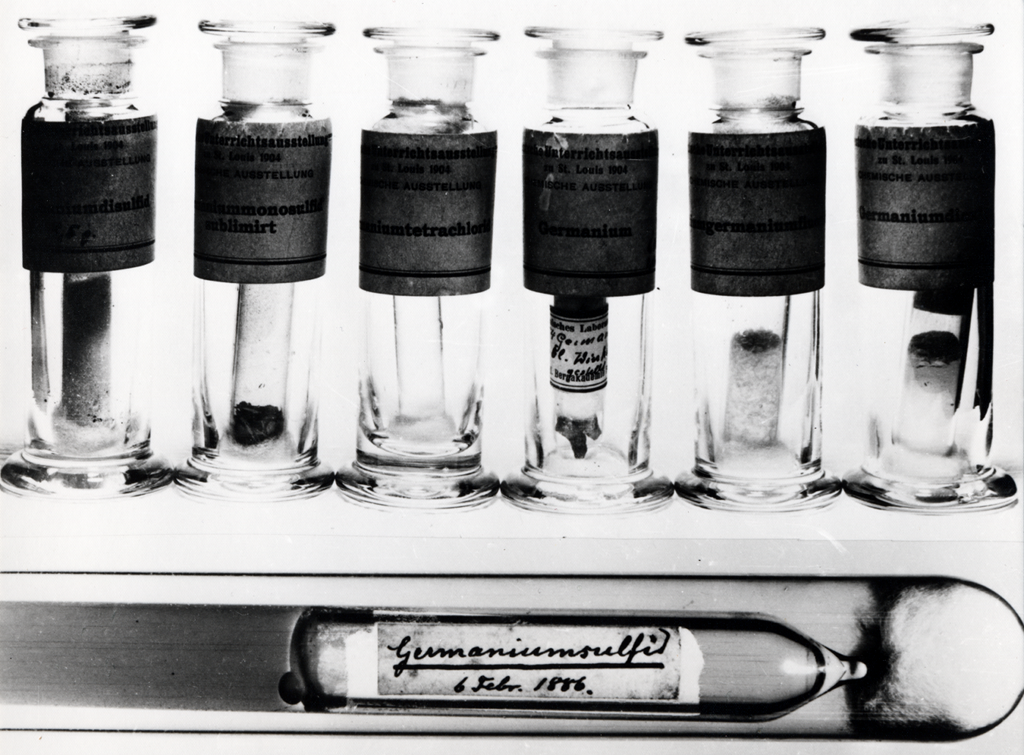
عيّنات من مركّبات الجرمانيوم التي حضّرها فنكلر بعد اكتشافه للعنصر.

في سنة 1885 اكتُشِفَ معدنٌ جديدٌ في منجمٍ في مدينة فرايبرغ  الألمانية، وأُطلِقَ عليه اسم «أرجيروديت» . وُكّل حينها الكيميائي كليمنس فنكلر  العامل في جامعة فرايبيرغ التكنولوجية  بتحليل هذا المعدن، والذي تبيّن أنّه مُكوَّنٌ من الفضّة والكبريت، بالإضافة إلى وجود عنصر جديد. لم يتمكّن فنكلر في البداية من عزله، وبعد محاولات كثيفة استمرّت لعدّة شهور، استطاع فنكلر في سنة 1886 من عزل كبريتيد  أبيض، والذي أدّى اختزاله إلى الحصول على العنصر الجديد. نظراً لشبهه بالإثمد (الأنتيموان) ، ظنّ فنكلر بشكلٍ أوّليٍّ أنّ العنصر الجديد قد يكون إيكاأنتيموان ، ولكن بعد التحقّق، تبيّن له أنّه عنصر إيكاسيليكون بالفعل. قرّر فنكلر، قبل أن يقوم بنشر نتائج أبحاثه عن العنصر الجديد، بأن يطلق عليه اسم «»نبتونيوم ، وذلك نسبةً إلى كوكب نبتون المكتشف حديثاً حينها في سنة 1846، خاصّةً أن تخمينات رياضية أيضاً قد تنبّأت بوجود الكوكب قبل اكتشافه، بشكلٍ مشابهٍ لهذا العنصر. إلّا أنّ اسم نبتونيوم كان محجوزاً من أجل تسمية عنصرٍ آخر حديثِ الاكتشاف في ذلك الوقت. عِوضاً عن ذلك، أطلق فنكلر على العنصر الجديد اسم «جرمانيوم»، نسبةً إلى الاسم اللاتيني لوطنه الأمّ ألمانيا. بعد استخراج كمّيّاتٍ كافيةٍ من معدن الأرجيروديت، قام فنكلر بدراسة الخواص الكيميائية لهذا العنصر مؤكّداً الكثير من توقّعات مندلييف المُسبقَة؛ كما تمكّن أيضًاً من تحضير العديد من المركّبات الكيميائية لهذا العنصر.
| الخاصة                   | إيكاسيليكون متوقعة | الجرمانيوم محددة  |
| ------------------------ | ------------------ | ----------------- |
| الكتلة الذرّية            | 72.64              | 72.63             |
| الكثافة (غ/سم3)          | 5.5                | 5.35              |
| نقطة الانصهار (°س)       | مرتفعة             | 947               |
| اللون                    | رمادي              | رمادي             |
| نمط الأكسيد              | ثنائي أكسيد حراري  | ثنائي أكسيد حراري |
| كثافة الأكسيد (غ/سم3)    | 4.7                | 4.7               |
| خواص الأكسيد الكيميائية  | قاعدية ضعيفة       | قاعدية ضعيفة      |
| نقطة غليان الكلوريد (°س) | دون 100            | 86 (GeCl4)        |
| كثافة الكلوريد (غ/سم3)   | 1.9                | 1.9               |

حتى أواخر ثلاثينيّات القرن العشرين، كان يُعتقَد أنّ الجرمانيوم فلزّ سيِّئً الموصلية؛ إلّا أنّ استخداماته المهمّة بدأت بالتزايد بشكلٍ تدريجيّ، إذ في الحرب العالمية الثانية استُخدم الجرمانيوم على نطاقٍ صغيرٍ في الأجهزة الإلكترونية، وخاصّةً ثنائيّات المساري . وكان أوّل تطبيقٍ رئيسيٍّ له دخولُهُ في تركيب ثنائي مساري شوتكي  المستخدَم في أجهزة الرادار أثناء الحرب. إلّا أنّ أهميّته الاقتصادية ازدادت كثيراً بعد الحرب، عندما اكتشفت خواصّه شبه الموصلة، إذ قبل سنة 1945 كانت الكمّيّات المنتَجة من الجرمانيوم لا تتجاوز بضعة مئات من الكيلوغرامات سنوياً، والتي كانت تُنتَج في مصاهر الفلزّات ؛ ولكن بالمقابل، بلغ الإنتاج السنويّ من الجرمانيوم نهاية خمسينيّات القرن العشرين قرابة 40 مليون طن.
كانت الأشكال الأولى من الترانزستور معتمدةً بشكلٍ كاملٍ على الجرمانيوم؛ وأدّى ذلك التطوير إلى فتح الباب على مصراعيه لتطبيقات غير منتهية لإلكترونيّات الجوامد . استُحصِلت الأشكال الأولى من سبائك السيليكون والجرمانيوم  في أواسط الخمسينيّات؛ وحتى أوائل سبعينيّات القرن العشرين كان هناك طلبٌ متزايدٌ على الجرمانيوم في صناعة أشباه الموصلات، إلى أن حلّ السيليكون مرتفع النقاوة محلّ الجرمانيوم في المكوّنات الإلكترونية مثل الترانزستورات وثنائيات المساري والمقوّمات .

## الوفرة الطبيعية

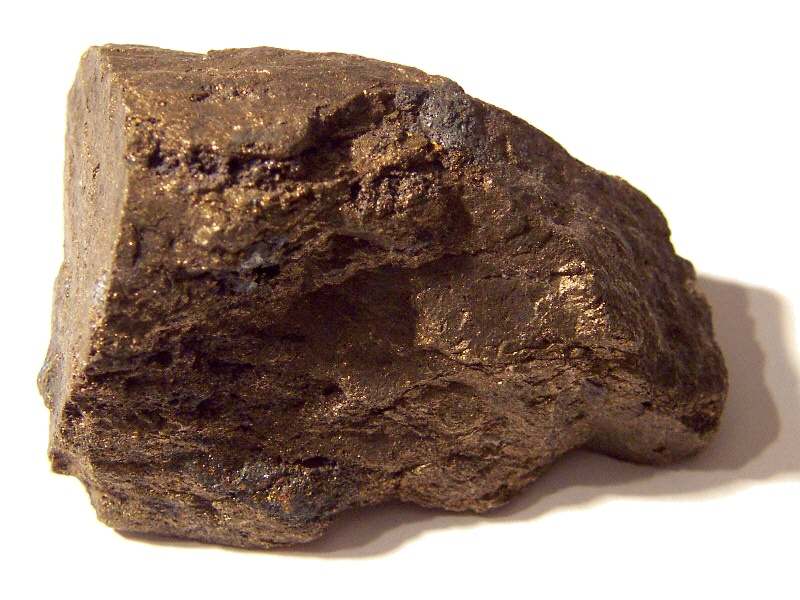
معدن الرينيريت

يتشكّل الجرمانيوم في الكون من تفاعلات الانصهار النجمي ، وغالباً وفق عملية التقاط النيوترون البطيئة  في مناطق العماليق المقاربة . وقد بُرهِنَ على وجود الجرمانيوم في الغلاف الجوّي لكوكب المشتري؛ وكذلك في عددٍ من النجوم سحيقة البعد في الكون.
يأتي الجرمانيوم حوالي المرتبة الخمسين بين العناصر في القشرة الأرضية، وتبلغ الوفرة الطبيعية له فيها قرابة 1.6 جزء في المليون . هناك بضعة معادن فقط حاوية على كمّيّات معتبرة من الجرمانيوم، مثل: الأرجيروديت  والبريارتيت  والجرمانيت  والرينيريت  والسفاليريت .

## الاستخراج
من النادر العثور على كمّيّات كبيرة مجدية للاستخراج من معادن الجرمانيوم. بالمقابل؛ يمكن العثور على كمّيّات كافية من الجرمانيوم في بعض توضّعات خامات الزنك أو النحاس أو الرصاص، بحيث تكون عملية الاستخراج مجديةً اقتصادياً. في حالاتٍ خاصّة، قد تحدث عمليّات تخصيب طبيعية تؤدّي إلى إثراء الخامات بالجرمانيوم في مناجم الفحم، وتلك ظاهرة اكتشفها فكتور غولدشميت  أثناء قيامه بعمليات مسح عن توضّعات الجرمانيوم الجيولوجية. وردت تقارير عن العثور على كمّيّات معتبرة من الجرمانيوم في مناجم في مقاطعة نورثمبرلاند  الإنجليزية؛ وكذلك بالقرب من مدينة شيلينهوت  في منطقة منغوليا الداخلية في الصين.

## الإنتاج
أُنتِجَ في سنة 2011 حوالي 118 طن من الجرمانيوم عالمياً، وكانت للصين الحصّة الأكبر منه (80 طن)، ثمّ روسيا (5 طن)، ثمّ الولايات المتحدة (3 طن). بيّنت دراسة أن كمّية تقارب 10 آلاف طن على الأقلّ من الجرمانيوم قابلة للاستخراج من احتياطات الزنك، خاصّةً من توضّعات الكربونات المستضيفة لخامات الزنك والرصاص.، في حين أنّ حوالي 112 ألف طن موجود في احتياطات الفحم في العالم. من جهةٍ أخرى، بلغت كمّيّة الجرمانيوم المستحصلة من إعادة التدوير نسبة 35%.
يُستحصَل على الجرمانيوم على هيئة ناتجٍ ثانويٍّ أثناء معالجة السفاليريت خام الزنك، حيث يُرَكّز بنسبةٍ تصل إلى 0.3%؛ وخاصّةً من التوضّعات الجيولوجية الغنيّة بفلزات الزنك والرصاص والنحاس والباريوم. هناك مصدرٌ آخرٌ للجرمانيوم، وهو من الرماد المتطاير  من مداخن محطّات الطاقة العاملة على الفحم الحاوي على الجرمانيوم؛ وهذا الأسلوب من استحصال الجرمانيوم مستخدمٌ بشكلٍ واسعٍ في روسيا والصين. تقع توضّعات الجرمانيوم الجيولوجية من الفحم الحاوي على الجرمانيوم في روسيا في جزيرة سخالين  في أقصى الشرق؛ في حين أنّ توضّعات الصين المناظرة توجد في مناجم الفحم البني (الليغنيت)  في مقاطعة يونان ، وكذلك في منطقة منغوليا الداخلية.
يوجد الجرمانيوم المستخرّج من الخامات على هيئة كبريتيد، والذي يؤكسّد بأكسجين الهواء إلى الأكسيد الموافق بعملية تحميص :
{\displaystyle {\ce {GeS2 + 3 O2 -> GeO2 + 2 SO2}}}
يبقى بعضٌ من الجرمانيوم في الغبار؛ في حين أن المتبقّي يتحوّل إلى جرمانات ، ثم يخضع مع الزنك إلى عملية تصويل  بواسطة حمض الكبريتيك. بعد إجراء عملية تعديل  للوسط، يبقى الزنك في المحلول، في حين يترسّب الجرمانيوم والفلزّات المرافقة في الخامة. يزال الزنك وفق عملية فيلز ، أمّا الراسب فيعالج مع غاز الكلور أو حمض الهيدروكلوريك حيث ينتج كلوريد الجرمانيوم الرباعي (رباعي كلوريد الجرمانيوم):
{\displaystyle {\ce {GeO2 + 4 HCl -> GeCl4 + 2 H2O}}}
{\displaystyle {\ce {GeO2 + 2 Cl2 -> GeCl4 + O2}}}
يخضع رباعي كلوريد الجرمانيوم بعد ذلك إمّا لعمليّة حلمهة  إلى الأكسيد (GeO2)، أو ينقّى بعملية تقطير بالتجزئة  ثم يُحلمَه لاحقاً. بذلك يُستحصَل على ثنائي أكسيد الجرمانيوم، وتعتمد الخطوة اللاحقة على درجة نقاوة الأكسيد، فمن أجل صناعة أشباه الموصلات، يجب أن يكون الجرمانيوم مرتفع النقاوة، لذلك تُجرى عملية الاختزال للمادَة الأوَليَة النقيَة بالهيدروجين:
{\displaystyle {\ce {GeO2 + 2 H2 -> Ge + 2 H2O}}}
أمَا الجرمانيوم المستخدَم في صناعة السبائك والعمليّات الصناعية الأخرى، فغالباً ما تجرى عملية الاختزال باستخدام الكربون:
{\displaystyle {\ce {GeO2 + C -> Ge + CO2}}}

## النظائر
لعنصرِ الجرمانيوم خمسة نظائر طبيعية، وهي: جرمانيوم-70 70Ge، وجرمانيوم-72 72Ge، وجرمانيوم-73 73Ge، وجرمانيوم-74 74Ge، وجرمانيوم-76 76Ge. يعدّ النظير 74Ge أكثر نظائر الجرمانيوم انتشاراً، فالوفرة الطبيعية له مقدارها حوالي 36%؛ بالمقابل، فإنّ النظير 76Ge أقلّها وفرةً بنسبة 7%. للنظير الأخير المذكور جرمانيوم-76 76Ge نشاط إشعاعي طفيف، إذ يضمحلّ وفق اضمحلال بيتا المضاعف  بعمر نصف مقداره 1.78×1021 سنة. يؤدّي قذف النظير 72Ge بجسيمات ألفا إلى الحصول على نظير السيلينيوم 77Se، وتحرّر هذه العملية إلكترونات مرتفعة الطاقة؛ ولهذا السبب فإنّه يستخدَم إلى جانب الرادون من أجل البطّاريات الذرية .
هناك 27 نظيراً مشعّاً للجرمانيوم على الأقلّ، وتتراوح كتلها الذرّية من 58 إلى 89؛ أكثرها استقراراً النظير 68Ge، والذي يضمحلّ وفق عملية التقاط إلكترون  بعمر نصف يقارب 271 يوماً؛ أمّا أقلّها استقراراً هو النظير 60Ge بعمر نصف مقداره 30 ملي ثانية. تضمحلّ أغلب نظائر الجرمانيوم المشعّة وفق اضمحلال بيتا ؛ في حين أنّ النظيرَين 84Ge و87Ge يضمحلّان وفق عملية انبعاث البوزيترون  وكذلك وفق انبعاث النيوترون .

## الخواص الفيزيائية

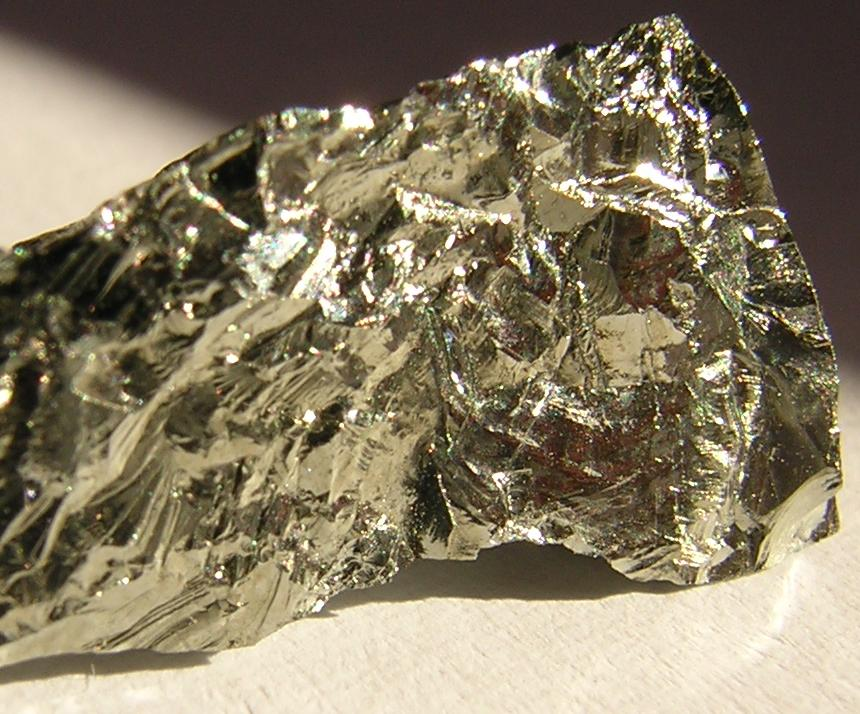
عنصر الجرمانيوم

يوجد الجرمانيوم في الظروف القياسية من الضغط ودرجة الحرارة على هيئة مادّة صلبة شبيهة بالفلزّات وذات لون أبيض فضّي. يدعى هذا الشكل المتآصل  باسم الشكل ألفا (α)، وله بريق فلزّي وبنية تشبه بنية الألماس المكعّبة . وعند ضغوط تفوق 120  كيلوبار، يصبح الجرمانيوم على الشكل بيتّا (β)، والذي له بنية مشابهة لبنية الشكل بيتّا للقصدير. ينتمي الجرمانيوم إلى عددٍ قليلٍ من العناصر (السيليكون والغاليوم والبزموت والإثمد) والتي تتمدّد عند تصلّبها، أي عندما تتجمّد من حالتها المصهورة فإنّ كثافتها تزداد، مثل الماء.
إنّ الجرمانيوم من المواد شبه موصلة ، وله فجوة نطاق غير مباشرة  مثل السيليكون البلّوري. مكّنت تقنيات الصهر النطاقي  من إنتاج الجرمانيوم البلّوري من أجل تطبيقات أشباه الموصلات وذلك بنقاوة مرتفعة جدّاً،  مما يجعله واحداً من أنقى المواد المنتجة. وُجِدَ أيضاً أنّ لسبيكة من سبائك الجرمانيوم (مع اليورانيوم والروديوم) موصلية فائقة  بوجود حقل مغناطيسي قويّ للغاية.
يخضع الجرمانيوم النقيّ عند تطبيق جهدٍ ميكانيكيٍّ إلى عملية تغيّر في المواقع في البنية البلّورية، ممّا يؤدّي إلى انبثاق زوائد طويلة على هيئة براغي ، والتي يشار إليها أيضاً باسم شُعَيرات الجرمانيوم . كانت هذه الظاهرة أحد الأسباب الرئيسية لفشل ثنائيات المساري والترانزستورات القديمة المصنوعة من الجرمانيوم، لأنّ تلك الشُعَيرات كانت تؤدّي إلى حدوث دائرة قصر .

## الخواص الكيميائية
ينتمي الجرمانيوم كيميائياً إلى مجموعة عناصر أشباه الفلزات؛ وهو لا يتأكسد بأكسجين الهواء عند درجة حرارة الغرفة. إنّما يتأكسد عنصر الجرمانيوم ببطءٍ في الهواء عند التسخين إلى درجات حرارة تتجاوز 250 °س، مشكّلاً بذلك ثنائي أكسيد الجرمانيوم GeO2. لا ينحلّ الجرمانيوم عند إلقائه في الأحماض الممدّدة وكذلك في المحاليل القلويّة الممدّدة، لكنّه يذوب ببطء في الأحماض المركّزة الساخنة، مثل حمض الكبريتيك أو حمض النتريك؛ كما يتفاعل بعنفٍ مع مصهور هيدروكسيدات الفلزّات القلويّة ليعطي مركّبات الجرمانات الموافقة.
غالباً ما يوجد الجرمانيوم في حالة الأكسدة الرباعية +4 في مركّباته الكيميائية، بالرغم من ذلك، فإنّه توجد بعض المركّبات الكيميائيّة في حالة الأكسدة الثنائية +2. أمّا حالات الأكسدة المتبقّية (مثل +3 أو+1)، فهي نادرة جدّاً. يمكن العثور على أنيونات الجرمانيوم متعدّدة الذرّات  من نمط زنتل  في الأنواع الكيميائية 42−Ge أو 94−Ge أو 92−Ge أو 6−[2(Ge9)]؛ والتي يمكن استحصالها من السبائك الحاوية على الفلزّات القلوية والجرمانيوم في الأمونيا السائلة بوجود ثنائي أمين الإيثيلين  أو كريبتاند .

### المركبات الكيميائية
هناك أكسيدان معروفان للجرمانيوم؛ الأوّل هو أكسيد الجرمانيوم الرباعي GeO2 (المعروف أيضًاً باسم ثنائي أكسيد الجرمانيوم)؛ أمّا الآخر فهو أكسيد الجرمانيوم الثنائي GeO (المعروف أيضًاً باسم أحادي أكسيد الجرمانيوم). يوجد ثنائي أكسيد الجرمانيوم GeO2 على هيئة مسحوق بلّوري أبيض، وهو ضعيف الانحلال بالماء، ويُستحصَل من تحميص كبريتيد الجرمانيوم الرباعي (ثنائي كبريتيد الجرمانيوم) GeS2. يؤدّي تفاعل ثنائي الأكسيد مع القلويّات إلى الحصول على مركّبات الجرمانات. من ناحيةٍ أخرى، يُستحصَل على أحادي أكسيد الجرمانيوم من تسخين ثنائي أكسيد الجرمانيوم مع عنصر الجرمانيوم عند درجات حرارة مرتفعة. تتميّز أواني الزجاج المصنوعة من أكسيد الجرمانيوم والجرمانات بأنها تمتلك قيمة قرينة انكسار (معامل انكسار ) مرتفعة في الضوء المرئي، لكنّها شفافة بالنسبة للأشعة تحت الحمراء .
يشكّل الجرمانيوم مركّبات الكبريتيد  الموافقة مثل كبريتيد الجرمانيوم الرباعي (ثنائي كبريتيد الجرمانيوم) GeS2، وكذلك كبريتيد الجرمانيوم الثنائي GeS. بالإضافة إلى ذلك، فإنّ المركّبات الثنائية للجرمانيوم مع الكالكوجينات  الأخرى معروفة، مثل مركبات السيلينيد  GeSe وGeSe، وكذلك التيلوريد  GeTe. يُستحصَل عادةً على GeS2 على هيئة راسب أبيض عند تمرير غاز كبريتيد الهيدروجين في محلول حمضي حاوٍ على أملاح الجرمانيوم الرباعي، وهو الأسلوب الذي اكتشف به فنكلر هذا العنصر. يؤدّي تسخين ثنائي كبريتيد الجرمانيوم بتيّار من غاز الهيدروجين إلى الحصول على أحادي كبريتيد الجرمانيوم GeS، وهو يذوب في المحاليل القلوية المركّزة. يؤدّي صهر الجرمانيوم مع كربونات الفلزّات القلوية والكبريت إلى الحصول على مركّبات تعرف باسم ثيوجرمانات .

بنية الجرمان

يُسمَى مركّب هيدريد الجرمانيوم الرباعي باسم جرمان ، وبنيته تشبه بنية غاز الميثان. ينتمي الجرمان إلى سلسلة من مركّبات الجرمان المتعدّدة  ذات الصيغة العامة GenH2n+2 والشبيهة بالألكانات، ويُعرَف منها المركّبات إلى حدّ خمس ذرات من الجرمانيوم. إنّ مركّبات الجرمان المتعدّدة هذه أقلّ تطايرية وتفاعلية من نظيراتها السيليكونية. يتفاعل الجرمان مع الفلزّات القلويّة M في الامونيا السائلة ليشكّل صلب بلوري أبيض من MGeH3، والحاوي على أنيون −GeH3.
تعدّ هاليدات الجرمانيوم الرباعي من المركّبات المعروفة، وفي الشروط القياسية يوجد يوديد الجرمانيوم الرباعي (أو رباعي يوديد الجرمانيوم) GeI4 على هيئة مركّب صلب، أمّا فلوريد الجرمانيوم الرباعي (أو رباعي فلوريد الجرمانيوم) GeF4، فهو غاز، أمّا مركّبا كلوريد الجرمانيوم الرباعي (أو رباعي كلوريد الجرمانيوم) GeCl4 وبروميد الجرمانيوم الرباعي (أو رباعي بروميد الجرمانيوم) GeBr4 فيوجدان بالحالة السائلة. فعلى سبيل المثال، يُستحصَل على كلوريد الجرمانيوم الرباعي GeCl4 على هيئة سائل مدخّن عديم اللون من تسخين عنصر الجرمانيوم مع غاز الكلور. من السهل على جميع رباعيات هاليد الجرمانيوم أن تتحلمه (تتحلل مائياً) إلى ثنائي أكسيد الجرمانيوم المُمَيَّه. يُستخدَم GeCl4 في تحضير مركّبات الجرمانيوم العضوية . من جهةٍ أخرى، فإنّ هاليدات الجرمانيوم الثنائي جميعها معروفة أيضًاً، وهي ذات بنية صلبة متبلمرة، وذلك على العكس من هاليدات الجرمانيوم الرباعي. يمكن الحصول على المركّب اللانمطي Ge6Cl16، والذي وجد أنه بنيته تحوي على وحدات من Ge5Cl12 ذات بنية مماثلة لبنية نيوبنتان.

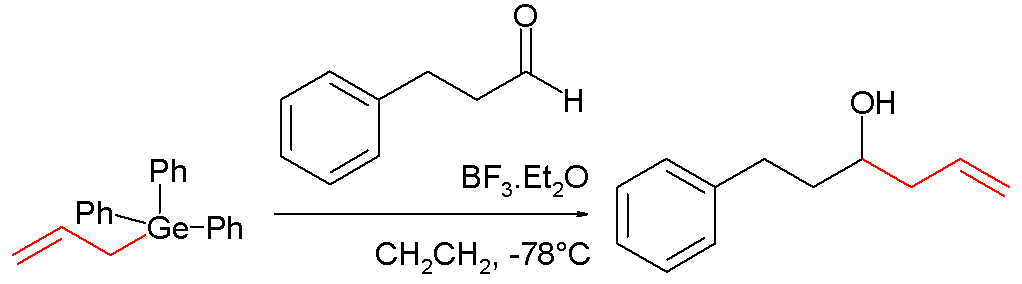
تفاعل متضمّن لأحد مركّبات الجرمانيوم العضوية.

تمكّن فنكلر، مكتشف عنصر الجرمانيوم، من تحضير أوّل مركّب جرمانيوم عضوي في سنة 1887، وهو مركّب رباعي إيثيل الجرمانيوم Ge(C2H5)4، وذلك من تفاعل رباعي كلوريد الجرمانيوم مع ثنائي إيثيل الزنك. بشكلٍ مناظرٍ، يمكن الحصول على رباعي ميثيل الجرمانيوم من التفاعل مع ثنائي ميثيل الزنك. كما يمكن الحصول على مشتقّات عضوية من الجرمان مثل إيزوبوتيل الجرمان، والتي وجد أنّها أقلّ خطورة من مركّبات الجرمان في صناعات أشباه الموصلات. في مجال كيمياء الجرمانيوم العضوية تعرف أيضًاً المركّبات الوسطية النشيطة  مثل الجذور الحرّة : جرميل  وجرميلين  (الشبيهة بأنواع الكربين) وجرماين  (الشبيهة بأنواع الكرباين).

## الدور الحيوي
لا يعدّ الجرمانيوم أساسياً بالنسبة لصحّة النباتات أو الحيوانات؛ وكذلك الأمر بالنسبة للإنسان، إذ لا تُعرَف وظائف حيوية للجرمانيوم. من جهةٍ أخرى، فإنّ لبعض مركّبات الجرمانيوم تأثير سمّي على الثديّيات، كما يبدي سمّيّةً لأنواعِ محدّدة من البكتيريا. ولكن، ووفقاً للتجارب على الحيوانات، فإنّه لا يعدّ ماسخاً  أو مسرطناً . بالمقابل؛ لا يوجد تأثير كبير له على البيئة، ويعود سبب ذلك إلى وجوده في القشرة الأرضية بتراكيز ضئيلة في الخامات وفي المواد العضوية؛ إضافة إلى استخدامه بكمّيّات صغيرة جدّاً في التطبيقات الصناعية والإلكترونية المتعدّدة.
تُسوّق بعض مركّبات الجرمانيوم العضوية واللاعضوية في الطب البديل ضمن المكمّلات الغذائية على أنّها قادرةٌ على معالجة ابيضاض الدم  وسرطان الرئة. ولكن لا توجد دلائل طبّيّة تدعم هذه الادّعاءات؛ بل على العكس من ذلك، إذ توجد بعض الشواهد التي تشير إلى أن هذه المكمّلات ضارّة؛ وتمثّل خطراُ على صحّة الإنسان. وهناك عددٌ من التقارير التي تشير للآثار الضارّة للمكمّلات الغذائية للجرمانيوم، إذ تؤدّي هذه المكمّلات الغذائية إلى حدوث اعتلال الأعصاب المحيطية ؛ كما تؤدّي أيضاً إلى حدوث خللٍ وظيفيّ في الكِليَتين، والذي قد يتطوّر إلى قصورٍ كِلَوِيٍّ حادٍّ ، ويمكن أن يصل الأمر إلى حدوث وفيّات. لا تزال آلية التأثير السمّيّ للجرمانيوم ومركّباته غير معروفة بالكامل، ولكن لوحظ وجود تأثيرات على الميتوكندريون  في الخلايا عند التعرّض لثنائي أكسيد الجرمانيوم على سبيل المثال. كما توجد هناك أبحاث تدرس إمكانية تأثير الجرمانيوم ومركّباته على أداء عمل إنزيمات معيّنة، مثل غلوتاثيون S-ترانسفيراز .

## الأهمية الاقتصادية
يُصنّف الجرمانيوم ضمن الفلزّات الحرجة بالنسبة للتقانة ؛ وذلك لدخوله في عدد التطبيقات المهمّة في مجالات الإلكترونيات المتقدّمة والبصريات، خاصّةً في عصر التحوّل إلى الطاقة البديلة. فلهذا العنصر أهمّيّة كبيرة، خاصّةً بالنسبة للدول الغربية، إذ تسيطر الصين على الحصّة الأكبر (حوالي 60%) من الإنتاج العالمي من الجرمانيوم وعلى سلسلة التوريد  المتعلّقة. لذلك فإنّ سوقَ هذا الفلز عرضةٌ للتجاذبات الجيوسياسية بين الصين والدول الغربية، وهذا ما حدث في منتصف سنة 2023، عندما وضعت الصين قيوداً على صادراتها من عنصرَي الجرمانيوم والغاليوم، ممَا أدَى إلى حدوث توتَرات سياسية مع الغرب. بعد إصدار الصبن لهذا القرار، أعلنت شركة روستيخ  المملوكة للدولة الروسية، أنها ستزيد إنتاجها من الجرمانيوم كي تلبّي حاجة الطلب المحلّي من هذا الفلزّ.

## الاستخدامات
تنوّعت استخدامات الجرمانيوم عالمياً في سنة 2007 بين عدّة مجالات: 35% في مجال الألياف البصرية، و30% في مجال تطبيقات الأشعة تحت الحمراء، و15% في مجال تحفيز تفاعلات البلمرة، و15% في مجال التطبيقات الإلكترونية والخلايا الشمسية، و5% في تطبيقات متفرّقة.

### البصريات

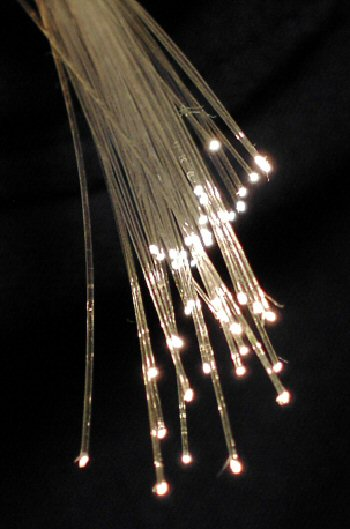
ليف بصري

يتميّز أكسيد الجرمانيوم الرباعي (ثنائي أكسيد الجرمانيوم GeO2) بارتفاع قيمة معامل الانكسار وانخفاض قيمة التشتّت البصري  ممّا يجعله ملائماً بشكلٍ كبيرٍ لعددٍ من التطبيقات البصرية، مثل العدسات واسعة الزاوية ، والأجهزة المجهرية، وفي نوى الألياف البصرية . حلّ ثنائي أكسيد الجرمانيوم (الجرمانيا) مكان ثنائي أكسيد التيتانيوم (التيتانيا) على هيئة عامل إشابة  لألياف السيليكا، ممّا أدّى إلى حلّ مشكلة ارتفاع درجة الحرارة، والتي كانت تجعل الألياف البصرية هشّةً. بنهاية سنة 2002 شكّلت صناعة الألياف البصرية قرابة 60% من الاستخدامات السنوية للجرمانيوم في الولايات المتّحدة. تُصنّف سبيكة الجرمانيوم والإثمد والتيلوريوم  ضمن المواد متَغيُّرة الطور  المستخدَمة للتطبيقات البصرية مثل أقراص الفيديو الرقمية القابلة للتسجيل .
لكون الجرمانيوم شفافاً في مجال الأطوال الموجية في طيف الأشعّة تحت الحمراء، فإنّه يعدّ من المواد البصرية المهمّة، والتي يمكن تشكيلها على هيئة عدسة للكاميرات الحرارية  والرؤية الليلية . يُستخدَم الجرمانيوم أيضاً في أجهزة المطيافية البصرية  والأجهزة البصرية الأخرى التي تتطلّب حساسية مرتفعة. يتميّز الجرمانيوم بارتفاع قيمة معامل الانكسار (4.0)، ويجب تغطيته بمواد مضادّة للانعكاس، وخاصّةً بالمواد الكربونية الشبيهة بالألماس ، والتي تساهم بتحسين صلادة هذه السطوح أيضاً ومقاومتها للعوامل المناخية.

### الإلكترونيات
يمكن أن يُسبَك الجرمانيوم مع السيليكون ليشكّل سبيكة السيليكون والجرمانيوم (SiGe)، والمستخدَمة بشكلٍ كبيرٍ في مجال صناعة أشباه الموصلات من أجل الدارات المتكاملة . تُستغَل هذه الدارات خواص الوصلات غير المتجانسة (الوصلات المتغايرة ) الأسرع من الوصلات المتجانسة المعتمدة على السيليكون فقط. يمكن أن تُصطَنع رقائق SiGe عالية السرعة بتكاليف منخفضة وبنفس التقنيات التي تُصطَنع بها الدارات السيليكونية.
تعدّ الألواح الضوئية الجهدية مرتفعة الكفاءة من التطبيقات المهمّة للجرمانيوم. إذ بما أن ثابت الشبكة البلّورية  شبه متطابق بين الجرمانيوم وزرنيخيد الغاليوم  GaAs، لذلك يمكن استخدام ركائز من الجرمانيوم من أجل صناعة خلايا GaAs الشمسية. يعدّ الجرمانيوم أيضاً ركيزةً  في الرقائق من أجل الخلايا الضوئية الجهدية متعدّدة الوصلات مرتفعة الكفاءة من التطبيقات الفضائية، مثلما كان عليه الحال في متجوّل استكشاف المرّيخ ، والذي استخدمت فيه وصلات ثلاثية من زرنيخيد الغاليوم على خلايا من الجرمانيوم. من تطبيقات الجرمانيوم الإلكترونية أيضاً دخوله في تركيب الثنائيات الباعثة للضوء (LED)  مرتفعة السطوع.
هناك تطبيقات مستقبلية محتملة لركائز الجرمانيوم على العوازل ، إذ يُنظَر إليها على أنّها بدائل محتملة للسيليكون في الرقائق المصغّرة . من التطبيقات الإلكترونية الأخرى للجرمانيوم دخوله في تركيب المواد الفسفورية  في المصابيح الفلورية ، وكذلك في الثنائيات الضوئية (LEDs). من جهةٍ أخرى، لا تزال الترانزستورات العاملة بالجرمانيوم مستخدمةً في بعض وحدات المؤثّرات  من الموسيقيين الراغبين في إعادة إصدار الصوت المميّز للتشوّه (التشويش) ، الذي كان يصدر في الأيّام الأولى لموسيقى روك أند رول. في تطبيقٍ آخر، تُدرَس احتمالية استخدام الجرمانيوم في تركيب الحسّاسات الإلكترونية الحيوية القابلة للزرع  والقابلة للتحلّل الحيوي  داخل الجسم، وذلك مكان الزرعات المعتمدة على أكسيد الزنك وأكسيد الزنك والغاليوم والإنديوم..

### متفرقات

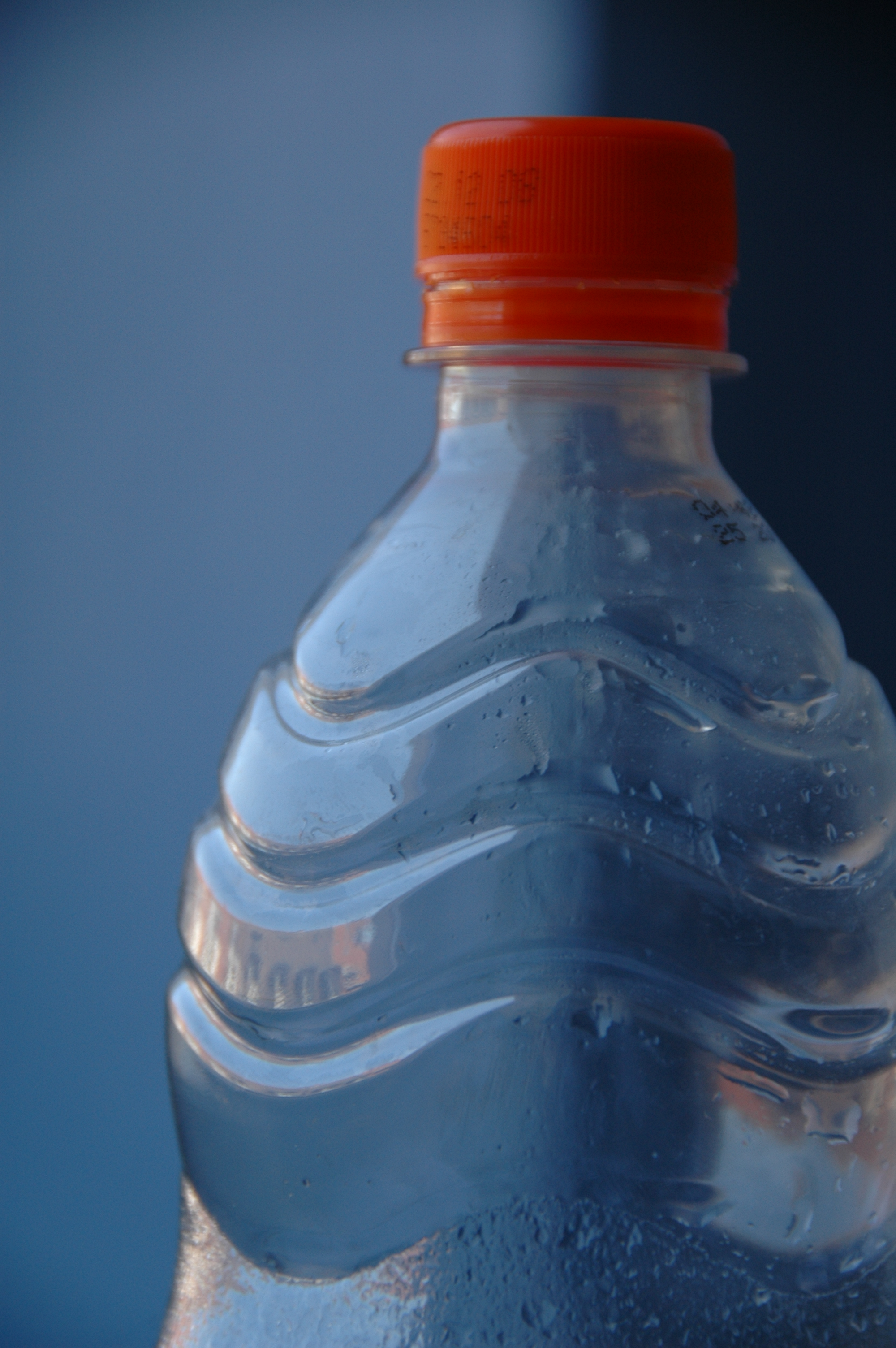
قارورة من بولي إيثيلين تيرفثالات (PET).

يُستخدَم ثنائي أكسيد الجرمانيوم في بعض الدول ضمن الحفّازات من أجل تحفيز تفاعلات البلمرة لإنتاج بولي إيثيلين تيرفثالات .
نظراً للتشابه بين السيليكا SiO2 وثنائي أكسيد الجرمانيوم GeO2، فإنّ الأخير يُستخدَم في أعمدة الكروماتوغرافيا الغازية .
يزداد استخدام الجرمانيوم مؤخّراً في السنوات الأخيرة في سبائك الفلزّات الثمينة، مثل الفضّة الإسترلينية ، ممّا يحسّن من الخواصّ المقاومة لفقدان اللمعان والتآكل؛ كما يحسّن من الخواص الميكانيكية.
يمكن لجهاز مكشاف شبه الموصلات  المصنوع من بلّورة أحادية  مرتفعة النقاوة من الجرمانيوم أن يكشف بدقّة عن مصدر الإشعاع ويحدّده، ممّا يمكّن من استخدامه في أمن المطارات على سبيل المثال. يدخل الجرمانيوم في تركيب مستوحدات اللون البلّورية  من أجل خطوط الأشعة  المستخدمة في تشتّت النيوترون  وحيود الإشعاع السنكروتروني ؛ إذ تتفوّق انعكاسية الجرمانيوم على السيليكون في هذه التطبيقات. كما تُستخدَم البلّورات الأحادية من الجرمانيوم مرتفع النقاوة في تركيب كواشف مطيافية غاما  المستخدمة في مجال الأبحاث عن المادة المظلمة. كما تُستخدَم بلّورات الجرمانيوم في أجهزة مطيافية الأشعّة السينية  من أجل الكشف عن الفوسفور والكلور والكبريت.
يعدّ الجرمانيوم من المواد المهمّة والواعدة في مجال الإلكترونيات الدورانية  وتطبيقات الحوسبة الكمومية  المعتمدة على اللف المغزلي ، إذ بيّنت دراسات أخيرة أنّ اللفّ المغزلي في الجرمانيوم يتميّز بزمن اتّساق  طويل جدّاً.

## المخاطر
لا يعدّ الجرمانيوم من المواد الخطرة، إلّا أنّ لبعض مركّبات الجرمانيوم المُصطَنعة فعّالية كيميائية كبيرة، وتمثّل خطراً على الصحّة إبّان التعرّض لها. على سبيل المثال، فإنّ لمركّبي كلوريد الجرمانيوم الرباعي (رباعي كلوريد الجرمانيوم) والجرمان (رباعي هيدريد الجرمانيوم)، واللّذَان يوجدان في الشروط العادية في الحالة السائلة والغازية، على الترتيب، خواصّاً مهيّجة للعينين والجلد والرئتين عند التعرّض المباشر لهذه الكيماويات.

## طالع أيضًاً
- أشباه الفلزات

## الهوامش
ملحوظات
1. ↑  في بحث نشر سنة 1877 أعلن أحد الكيميائيين اكتشافه لعنصرٍ جديدٍ تحت التانتالوم في الجدول الدوري، وأطلق عليه اسم نبتونيوم نسبةً إلى إلهِ البحار والمحيطات الإغريقي.[9][10] ولكن تبيّن لاحقاً أنّه ليس بعنصرٍ جديدٍ، إنّما هو سبيكة من عنصرّي النيوبيوم والتانتالوم.[11] على أيّ حال، فقد استخدمت التسمية لاحقاً لعنصرٍ اصطناعي اكتشف في سنة 1940، وهو عنصر النبتونيوم الحالي.[12]

مصطلحات
1. ↑  Dmitri Mendeleev
2. ↑  ekasilicon
3. ↑  Freiberg
4. ↑  argyrodite
5. ↑  Clemens Winkler
6. ↑  Universität Bergakademie Freiberg
7. ↑  Sulfide
8. ↑  antimony
9. ↑  eka-antimony
10. ↑  neptunium
11. ↑  diodes
12. ↑  Schottky diode
13. ↑  smelters
14. ↑  solid state electronics
15. ↑  Silicon–germanium
16. ↑  rectifiers
17. ↑  stellar nucleosynthesis
18. ↑  s-process
19. ↑  asymptotic giant branch
20. ↑  Parts per million (ppm)
21. ↑  argyrodite
22. ↑  briartite
23. ↑  germanite
24. ↑  renierite
25. ↑  sphalerite
26. ↑  Victor Goldschmidt
27. ↑  Northumberland
28. ↑  Xilinhot
29. ↑  Carbonate-hosted lead-zinc ore deposits
30. ↑  Fly ash
31. ↑  Sakhalin
32. ↑  lignite
33. ↑  Yunnan
34. ↑  Roasting
35. ↑  germanates
36. ↑  leaching
37. ↑  Neutralization
38. ↑  Waelz process
39. ↑  Hydrolysis
40. ↑  fractional distillation
41. ↑  Double beta decay
42. ↑  nuclear batteries
43. ↑  Electron capture
44. ↑  Beta decay
45. ↑  Positron emission
46. ↑  Neutron emission
47. ↑  allotrope
48. ↑  Diamond cubic
49. ↑  semiconductor
50. ↑  indirect bandgap
51. ↑  Zone melting
52. ↑  Superconductivity
53. ↑  screw dislocations
54. ↑  germanium whiskers
55. ↑  electrical short
56. ↑  Germanium cluster anions
57. ↑  Zintl
58. ↑  ethylenediamine
59. ↑  Cryptand
60. ↑  refractive index
61. ↑  infrared
62. ↑  sulfide
63. ↑  chalcogen
64. ↑  selenide
65. ↑  telluride
66. ↑  thiogermanates
67. ↑  Germane
68. ↑  Polygermanes
69. ↑  organogermanium compounds
70. ↑  reactive intermediates
71. ↑  free radicals
72. ↑  germyl
73. ↑  germylenes
74. ↑  germynes
75. ↑  Teratogen
76. ↑  Carcinogen
77. ↑  leukemia
78. ↑  Peripheral neuropathy
79. ↑  Kidney failure
80. ↑  Mitochondrion
81. ↑  Glutathione S-transferase
82. ↑  Technology-critical element
83. ↑  Supply chain
84. ↑  Rostec (Ростех)
85. ↑  optical dispersion
86. ↑  Wide-angle lens
87. ↑  Optical fibers
88. ↑  dopant
89. ↑  GeSbTe
90. ↑  phase change material
91. ↑  rewritable DVDs
92. ↑  Thermographic camera (thermal imaging cameras)
93. ↑  Night vision
94. ↑  Optical spectrometer
95. ↑  diamond-like carbon (DLC)
96. ↑  Integrated circuit
97. ↑  heterojunction
98. ↑  lattice constant
99. ↑  gallium arsenide
100. ↑  substrate
101. ↑  Mars Exploration Rover
102. ↑  light-emitting diodes
103. ↑  Germanium-on-insulator (GeOI)
104. ↑  miniaturized chips
105. ↑  Phosphor
106. ↑  fluorescent lamp
107. ↑  Effects unit
108. ↑  Distortion ("fuzz"-tone)
109. ↑  implantable bioelectronic sensors
110. ↑  Biodegradable electronics
111. ↑  Indium gallium zinc oxide (IGZO)
112. ↑  Polyethylene terephthalate (PET)
113. ↑  gas chromatography columns
114. ↑  sterling silver
115. ↑  Semiconductor detectors
116. ↑  single crystal
117. ↑  Crystal monochromator
118. ↑  beamlines
119. ↑  neutron scattering
120. ↑  synchrotron X-ray diffraction
121. ↑  gamma spectroscopy
122. ↑  X-ray spectrometers
123. ↑  spintronics
124. ↑  quantum computing
125. ↑  spin
126. ↑  Coherence time